# Banco de Valencia

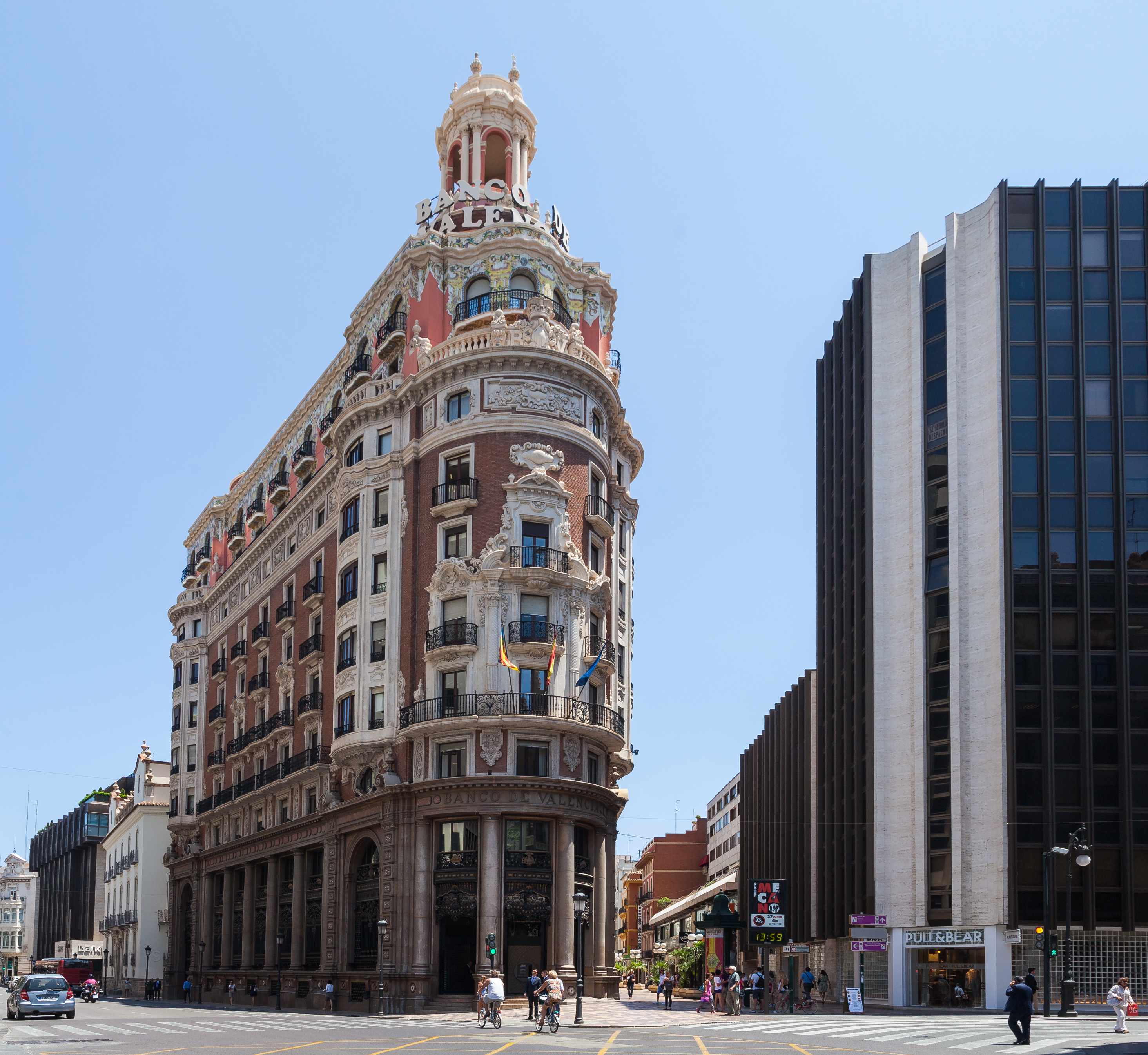
Historisches Gebäude der Banco de Valencia im Stil des valencianischen Neobarocks in der Altstadt von Valencia, Spanien

Banco de Valencia war ein spanisches Unternehmen mit Firmensitz in Valencia.
Die Bank wurde am 20. März 1900 gegründet. Im Verlauf der Finanzkrise geriet die Bank unter Druck. Insbesondere vergebene „faule“ Immobilienkredite bereiteten der Banco de Valencia Probleme. Im November 2011 wurde die Banco de Valencia von der spanischen Regierung verstaatlicht. Nach staatlicher Sanierung wurde die Bank nach einem Jahr an das spanische Kreditinstitut Caixabank verkauft.
Das Banco-de-Valencia-Gebäude stellte bis zum Verkauf der Bank 2012 dessen Hauptsitz dar.